# 鈴川寿男
鈴川 寿男（すずかわ としお、1896年（明治29年）1月5日 - 没年不詳）は、日本の内務官僚。朝鮮総督府官僚。

## 経歴
山口県都濃郡戸田村（現在の周南市）出身。第五高等学校を卒業。1919年（大正8年）10月、高等試験行政科に合格し、翌年に東京帝国大学法学部政治科を卒業した。内務属、愛知県警視、石川県理事官、警察講習所教授、岐阜県書記官・学務部長、山形県警察部長を歴任。1932年（昭和7年）、朝鮮総督府事務官に転じ、全羅南道内務部長、忠清北道内務部長、農林局林政課長、総督官房文書課長・臨時国勢調査課長を歴任した。1937年（昭和12年）、専売局長に就任し、さらに京畿道知事、司政局長・中枢院書記官長を務めた。
1942年（昭和17年）に退官した後は朝鮮火災海上保険株式会社社長に就任した。
戦後は下関市助役、山口県監査委員などを務めた。

## 著書
- 『警察教養資料第10編 消防法規講話』（警察講習所学友会、1925年）
- 『民法概論』（松華堂書店、1925年）
- 『商法概論』（松華堂書店、1926年）